# دیدارهای فوتبال ایران و قطر
دو تیم ایران و قطر تاکنون ۲۷ بار به مصاف هم رفته‌اند که حاصل این بازیها ۱۷ برد برای ایران و ۵ برد برای قطر بوده‌است و نتیجه ۵ بازی این دو تیم هم با نتیجه مساوی به پایان رسیده است.
در این بازیها جمعا ۶۸ گل به ثمر رسیده است که سهم تیم ایران ۴۷ گل و سهم تیم قطر ۲۱ گل است.

## نخستین بازی
نخستین بازی بین دو تیم در تاریخ ۱۱ آذر ۱۳۶۷ از سری مسابقات جام ملت‌های آسیا ۱۹۸۸ برگزار شد که با نتیجه ۲ بر ۰ به سود تیم ملی ایران تمام شد.

## بهترین برد
بهترین برد ایران در برابر قطر با نتیجه ۶ بر ۱ در مسابقات غرب آسیا ۲۰۰۸ به دست آمده است و بهترین برد قطر در برابر ایران پیروزی ۲ بر ۰ در سال ۱۳۷۶ در مقدماتی جام جهانی ۱۹۹۸ است که مانع از صعود مستقیم ایران به جام جهانی ۱۹۹۸ شد.

## فاصله بین بردها
بیشترین فاصله‌ای که بین دو برد تیم قطر افتاده است ۱۰ بازی است. (۶ برد برای ایران و ۴ مساوی)
همچنین یکبار در ۶ بازی متوالی قطر موفق به شکست دادن ایران نشده است. (پنج برد برای ایران و یک مساوی)
تیم ملی ایران تجربه کسب برد در شش بازی متوالی در برابر تیم ملی قطر را نیز دارد.
بیشترین فاصله‌ای که بین دو برد ایران افتاده است پنج بازی میباشد که ایران در این شش بازی موفق به شکست دادن تیم قطر نشده است. (یک برد برای قطر و چهار بازی مساوی)

## بررسی کلی بازی‌ها
| بردهای ایران | ۱۷ بازی |            | گل‌های ایران | ۴۷ گل                            |         | بازی‌های برگزار شده در ایران | ۷ بازی |
| مساوی        | ۵ بازی  | گل‌های قطر  | ۲۱ گل       | بازی‌های برگزار شده در کشور بی‌طرف | ۳ بازی  |                             |        |
| بردهای قطر   | ۵ بازی  |            |             | بازی‌های برگزار شده در قطر        | ۱۷ بازی |                             |        |
| مجموع بازی‌ها | ۲۷ بازی | مجموع گل‌ها | ۶۸ گل       | مجموع بازی‌ها                     | ۲۷ بازی |                             |        |

## عنوان بازی‌ها
| #   | عنوان بازی        | تعداد بازی | برد ایران | مساوی | برد قطر |
| --- | ----------------- | ---------- | --------- | ----- | ------- |
| ۱   | مقدماتی جام جهانی | ۱۲         | ۷         | ۳     | ۲       |
| ۲   | دوستانه           | ۱۱         | ۷         | ۲     | ۲       |
| ۳   | جام ملت‌های آسیا   | ۳          | ۲         | -     | ۱       |
| ۴   | فوتبال غرب آسیا   | ۱          | ۱         | -     | -       |
| جمع | جمع               | ۲۷         | ۱۷        | ۵     | ۵       |

| عملکرد دو تیم در بازی‌های رسمی | عملکرد دو تیم در بازی‌های رسمی | عملکرد دو تیم در بازی‌های رسمی | عملکرد دو تیم در بازی‌های رسمی |
| ----------------------------- | ----------------------------- | ----------------------------- | ----------------------------- |
| بازی                          | برد ایران                     | مساوی                         | برد قطر                       |
| ۱۶ بازی                       | ۱۰ بازی                       | ۳ بازی                        | ۳ بازی                        |

## میزبان و میهمان
| بازی‌هایی که در ایران برگزار شده است       | بازی‌هایی که در ایران برگزار شده است | بازی‌هایی که در ایران برگزار شده است | بازی‌هایی که در ایران برگزار شده است | بازی‌هایی که در ایران برگزار شده است |
| تیم                                       | تعداد بازی                          | برد                                 | مساوی                               | شکست                                |
| ----------------------------------------- | ----------------------------------- | ----------------------------------- | ----------------------------------- | ----------------------------------- |
| ایران                                     | ۷                                   | ۵                                   | ۲                                   | .                                   |
| قطر                                       | ۷                                   | ۰                                   | ۲                                   | ۵                                   |
| بازی‌هایی که در قطر برگزار شده است         |                                     |                                     |                                     |                                     |
| تیم                                       | تعداد بازی                          | برد                                 | مساوی                               | شکست                                |
| ایران                                     | ۱۷                                  | ۹                                   | ۳                                   | ۵                                   |
| قطر                                       | ۱۷                                  | ۵                                   | ۳                                   | ۹                                   |
| بازی‌هایی که در کشوری بی‌طرف برگزار شده است |                                     |                                     |                                     |                                     |
| تیم                                       | تعداد بازی                          | برد                                 | مساوی                               | شکست                                |
| ایران                                     | ۳                                   | ۳                                   | ۰                                   | ۰                                   |
| قطر                                       | ۳                                   | ۰                                   | ۰                                   | ۳                                   |

## فهرست کلی بازی‌ها
| #  | تاریخ      | نتیجه بازی      | شهر / ورزشگاه                  | عنوان بازی‌ها                  | گلزنان                                                                                      |
| -- | ---------- | --------------- | ------------------------------ | ----------------------------- | ------------------------------------------------------------------------------------------- |
| ۲۷ | ۱۴۰۴/۰۳/۱۵ | قطر ۱ - ۰ ایران | دوحه، ورزشگاه جاسم بن حمد      | مقدماتی جام جهانی ۲۰۲۶        | میگل (۴۱)                                                                                   |
| ۲۶ | ۱۴۰۳/۰۷/۲۴ | ایران ۴ - ۱ قطر | دبی، ورزشگاه راشد              | مقدماتی جام جهانی ۲۰۲۶        | آزمون (۴۸ و ۴۲) – محبی (۶۶ و ۸+۹۰) ** علی (۱۷)                                              |
| ۲۵ | ۱۴۰۲/۱۱/۱۸ | قطر ۳ - ۲ ایران | دوحه، ورزشگاه الثمامه          | جام ملت‌های آسیا ۲۰۲۳          | آزمون (۴) – جهانبخش (۵۱-پ) ** جابر (۱۷) – عفیف (۴۳) – علی (۸۲)                              |
| ۲۴ | ۱۴۰۲/۰۷/۲۵ | ایران ۴ - ۰ قطر | امان، ورزشگاه بین‌المللی امان   | مسابقات چهارجانبه اردن        | کنعانی‌زادگان (۷۰ و ۷۹) – آزمون (۷۵) – جهانبخش (۷۳)                                          |
| ۲۳ | ۱۳۹۷/۱۰/۱۰ | قطر ۱ - ۲ ایران | دوحه، ورزشگاه بین المللی خلیفه | دوستانه                       | طارمی (۱۷) – آزمون (۴۶)** الهیدوس (۴۲-پ)                                                    |
| ۲۲ | ۱۳۹۶/۰۱/۳  | قطر ۰ - ۱ ایران | دوحه، ورزشگاه جاسم بن حمد      | مقدماتی جام جهانی ۲۰۱۸        | طارمی                                                                                       |
| ۲۱ | ۱۳۹۵/۰۶/۱۱ | ایران ۲ - ۰ قطر | تهران، ورزشگاه آزادی           | مقدماتی جام جهانی ۲۰۱۸        | قوچان‌نژاد (۲+۹۰) – جهانبخش (۸+۹۰)                                                           |
| ۲۰ | ۱۳۹۳/۱۰/۲۵ | ایران ۱ - ۰ قطر | سیدنی، ورزشگاه استرالیا        | جام ملت‌های آسیا ۲۰۱۵          | آزمون (۵۱)                                                                                  |
| ۱۹ | ۱۳۹۲/۰۳/۱۴ | قطر ۰ - ۱ ایران | دوحه، ورزشگاه جاسم بن حمد      | مقدماتی جام جهانی ۲۰۱۴        | قوچان‌نژاد (۶۶)                                                                              |
| ۱۸ | ۱۳۹۱/۰۳/۲۳ | ایران ۰ - ۰ قطر | تهران، ورزشگاه آزادی           | مقدماتی جام جهانی ۲۰۱۴        | [ ۱۲ ]                                                                                      |
| ۱۷ | ۱۳۹۰/۱۲/۱۰ | ایران ۲ - ۲ قطر | تهران، ورزشگاه آزادی           | مقدماتی جام جهانی ۲۰۱۴        | دژاگه (۴ و ۵۰)** خلفان (۹-پ) – کاسولا (۸۶)                                                  |
| ۱۶ | ۱۳۹۰/۰۶/۱۵ | قطر ۱ - ۱ ایران | دوحه، ورزشگاه جاسم بن حمد      | مقدماتی جام جهانی ۲۰۱۴        | عقیلی (۴۶)** السید (۵۶)                                                                     |
| ۱۵ | ۱۳۸۹/۱۰/۷  | قطر ۰ - ۰ ایران | دوحه، ورزشگاه بین المللی خلیفه | دوستانه                       | [ ۱۵ ]                                                                                      |
| ۱۴ | ۱۳۸۸/۱۰/۷  | قطر ۳ - ۲ ایران | دوحه، ورزشگاه سحیم بن حمد      | مسابقات چهارجانبه قطر         | حاج‌صفی (۴۷) – زنیدپور (۳۷)** عفیف (۷) – محمد (۱۷و ۹۰)                                       |
| ۱۳ | ۱۳۸۷/۰۸/۱۹ | قطر ۰ - ۱ ایران | دوحه، ورزشگاه جاسم بن حمد      | دوستانه                       | رضایی (۷۳)                                                                                  |
| ۱۲ | ۱۳۸۷/۰۵/۲۱ | ایران ۶ - ۱ قطر | تهران، ورزشگاه تختی            | مسابقات غرب آسیا ۲۰۰۸         | میداوودی (۱۰ و ۹۰) – آل نعمه (۳۳) – عقیلی (۴۸-پ) رافخایی (۸۵) – حاج‌صفی (۶۲) ** عبدالله (۵۲) |
| ۱۱ | ۱۳۸۶/۱۰/۲۰ | قطر ۰ - ۰ ایران | دوحه، ورزشگاه ثانی بن جاسم     | دوستانه                       | [ ۱۹ ]                                                                                      |
| ۱۰ | ۱۳۸۶/۰۱/۴  | قطر ۰ - ۱ ایران | دوحه، ورزشگاه ثانی بن جاسم     | دوستانه                       | واحدی نیکبخت (۷)                                                                            |
| ۹  | ۱۳۸۳/۰۷/۲۲ | قطر ۲ - ۳ ایران | دوحه، ورزشگاه ثانی بن جاسم     | مقدماتی جام جهانی فوتبال ۲۰۰۶ | هاشمیان (۸ و ۹۰) – برهانی (۷۷)** بلال (۱۸) – گل‌محمدی (گل به خودی) (۷۴)                      |
| ۸  | ۱۳۸۲/۱۱/۲۹ | ایران ۳ - ۱ قطر | تهران، ورزشگاه آزادی           | مقدماتی جام جهانی فوتبال ۲۰۰۶ | واحدی نیکبخت (۷) – مهدوی‌کیا (۴۴) – دایی (۶۲-پ)** حمزه (۷۰-پ)                                |
| ۷  | ۱۳۸۰/۰۵/۱۰ | قطر ۲ - ۱ ایران | دوحه، ورزشگاه بین المللی خلیفه | دوستانه                       | واحدی نیکبخت (۸۸) ** الندیمی (۶۹) - حسن (۹۰)                                                |
| ۶  | ۱۳۷۹/۰۷/۶  | قطر ۱ - ۲ ایران | دوحه، ورزشگاه جاسم بن حمد      | دوستانه                       | دایی (۱۷ و ۵۲)** حمزه (۷۴)                                                                  |
| ۵  | ۱۳۷۶/۰۸/۱۶ | قطر ۲ - ۰ ایران | دوحه، ورزشگاه جاسم بن حمد      | مقدماتی جام جهانی ۱۹۹۸        | العنزی (۳۸ و ۸۱)                                                                            |
| ۴  | ۱۳۷۶/۰۷/۱۱ | ایران ۳ - ۰ قطر | تهران، ورزشگاه آزادی           | مقدماتی جام جهانی ۱۹۹۸        | دایی (۳۱) – باقری (۴۲ و ۵۶)                                                                 |
| ۳  | ۱۳۷۵/۰۳/۱۱ | قطر ۰ - ۱ ایران | دوحه، ورزشگاه بین المللی خلیفه | دوستانه                       | تهامی                                                                                       |
| ۲  | ۱۳۷۵/۰۲/۲۸ | ایران ۲ - ۰ قطر | تبریز، ورزشگاه تختی            | دوستانه                       | حکیم‌زاده (۴۷) اختر (۵۱)                                                                     |
| ۱  | ۱۳۶۷/۰۹/۱۱ | قطر ۰ - ۲ ایران | دوحه، ورزشگاه حمد بن خلیفه     | جام ملت‌های آسیا ۱۹۸۸          | باوی (۶) – پیوس (۸۲)                                                                        |

## گلزنان
کلا ۲۵ بازیکن ایرانی با پیراهن تیم ملی ایران موفق به زدن گل به تیم ملی قطر شده‌اند که  سردار آزمون با زدن ۶ گل بهترین گلزن ایران در این بازی‌ها هستند. برای قطر نیز ۱۵ بازیکن مختلف گلزنی کرده‌اند که چهار بازیکن این تیم با زدن ۲ گل بهترین گلزنان این تیم در برابر ایران هستند.

### گلزنان تیم ملی ایران
- ۶ گل: سردار آزمون

- ۴ گل: علی دایی
- ۳ گل: علیرضا واحدی نیکبخت – علیرضا جهانبخش
- ۲ گل: مهدی طارمی – رضا قوچان‌نژاد – اشکان دژاگه – هادی عقیلی – احسان حاج‌صفی – میلاد میداوودی – وحید هاشمیان – کریم باقری – محمدحسین کنعانی‌زادگان – محمد محبی
- ۱ گل: – میلاد زنیدپور – غلامرضا رضایی – جلال رافخایی – احمد آل نعمه – آرش برهانی – مهدی مهدوی‌کیا – ابراهیم تهامی – ادموند اختر – علیرضا حکیم‌زاده – فرشاد پیوس – کریم باوی

### گلزنان تیم ملی قطر
- ۲ گل: محمد سالم العنزی – ولید حمزه – ماجد محمد – المعز علی
- ۱ گل: حسن الهیدوس – محمد کاسولا – خلفان ابراهیم – محمد السید – علی عفیف – مشعل عبدالله – محمد بلال – یاسر الندیمی – عبدالعزیز حسن – جاسم جابر – اکرم عفیف – پدرو میگل

یک گل تیم قطر هم توسط یحیی گل‌محمدی بازیکن ایران به ثمر رسیده است